# Obrąb (powiat przasnyski)
Obrąb – wieś w Polsce położona w województwie mazowieckim, w powiecie przasnyskim, w gminie Przasnysz. Ma status sołectwa. Przez miejscowość przepływa Węgierka, dopływ Orzyca.
W latach 1975–1998 miejscowość należała administracyjnie do województwa ostrołęckiego.
Wieś istniała już w początkach XV wieku jako własność rycerska.
Wierni Kościoła rzymskokatolickiego należą do parafii św. Jana Chrzciciela w Węgrze.